# Cathédrale Saint-Grégoire-l'Illuminateur d'Erevan
Cette  cathédrale n’est pas la seule cathédrale Saint-Grégoire-l'Illuminateur.
La cathédrale Saint-Grégoire-l'Illuminateur d'Erevan (en arménien : Սուրբ Գրիգոր Լուսաւորիչ Եկեղեցի, Sourp Grigor Lousavorich Ekeghetsi), aussi connue sous le nom de cathédrale d'Erevan, est la plus grande cathédrale de l'Église apostolique arménienne. Elle est située dans le district de Kentron (près de la station de métro Zoravar Andranik) à Erevan, la capitale de l'Arménie. Dédiée à saint Grégoire l'Illuminateur, elle est visible de plusieurs parties d'Erevan.

## Histoire
La cathédrale fut construite à l'initiative du catholicos Vazgen Ier. Les travaux commencent le 7 avril 1997 après la bénédiction du catholicos Karekin Ier. Le complexe architectural est dessiné par l'architecte Stepan Kurkchyan et les travaux ont pris fin en 2001.
La consécration de la cathédrale a eu lieu le 23 septembre 2001, à l'occasion du 1700e anniversaire de la proclamation du christianisme comme religion d'État en Arménie. La cathédrale héberge les reliques de saint Grégoire l'Illuminateur apportés depuis Naples en Italie. Peu après cette consécration, le pape Jean-Paul II visite la cathédrale.

## Architecture
Le complexe imposant de la cathédrale est composé de trois églises. Il s'agit de la cathédrale (église principale) avec 1 700 sièges, et deux chapelles de 150 sièges chacune : la chapelle dédiée à saint Tiridate Roi et celle à sainte Ashken Reine (en). Ces deux personnages royaux ont été d'une aide précieuse au moment de la conversion de l'Arménie par saint Grégoire l'Illuminateur.
La tour du beffroi (qui comprend plus de 30 arches) et la cour sont situées à l'entrée de la cathédrale. Des salles pour les réceptions et les activités liées à l'église sont prévues à l'étage inférieur de l'église principale.
La surface totale du complexe fait 3 822 m2, et la hauteur maximale de la cathédrale atteint 54 mètres au plus haut de la grande croix.
L'église principale fut construite grâce au mécénat de Richard Alexander Manoogian et Louise Manoogian Simone (en), en mémoire de leur père, Alex Manoogian (en), philanthrope, entrepreneur et ancien président de l'UGAB, ainsi que de sa femme Marie Manoogian. Les deux chapelles ont vu leur construction en partie financée par le don de Nazar et Artemis Nazarian, ainsi que de Kevork et Linda Kevorkian, tandis que le beffroi a été érigé grâce au don d'Eduardo Eurnekian.

## Galerie de photographies
(avril 2020).

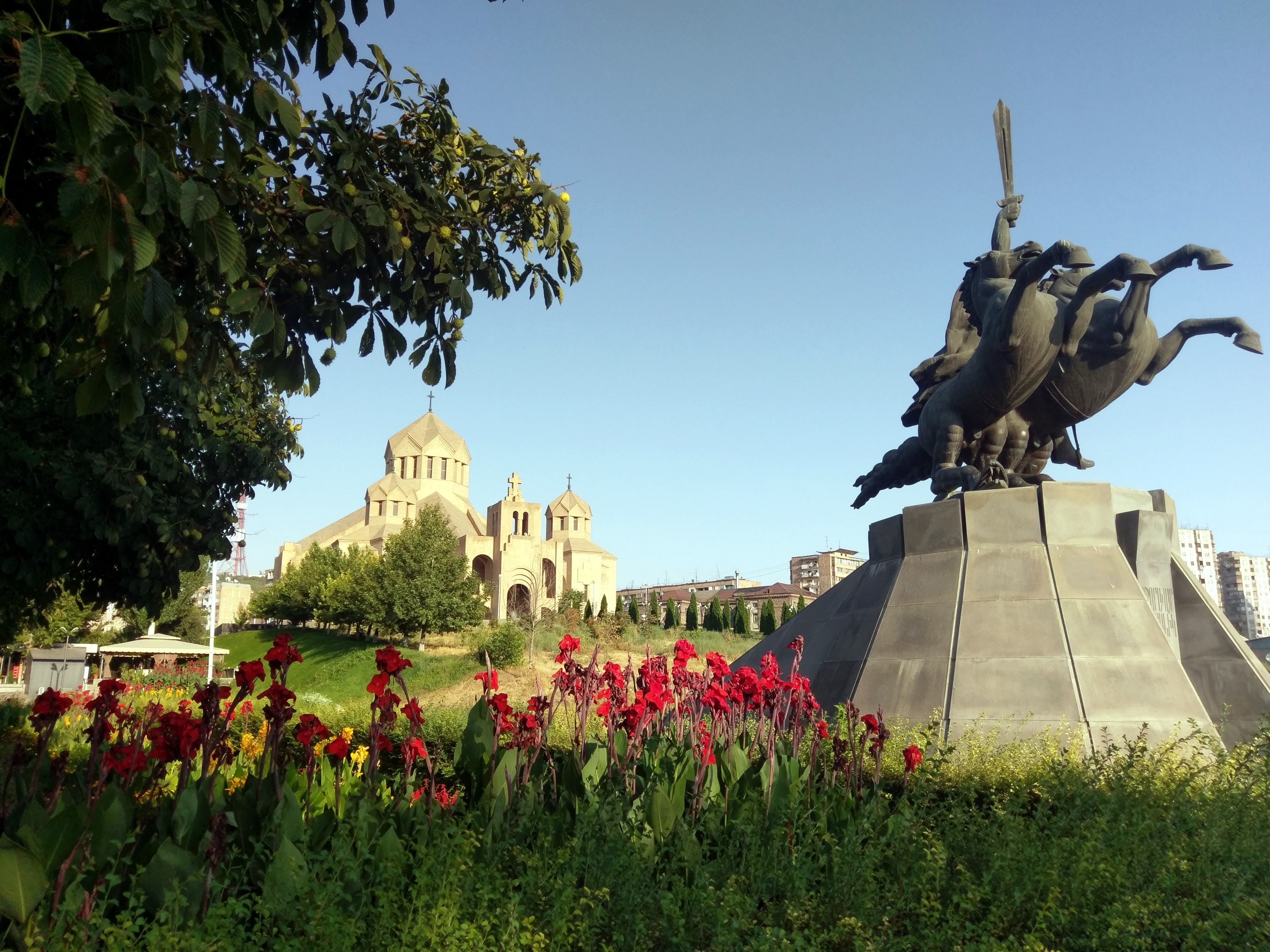
Saint Gregory Cathedral and the equestrian statue of Andranik.
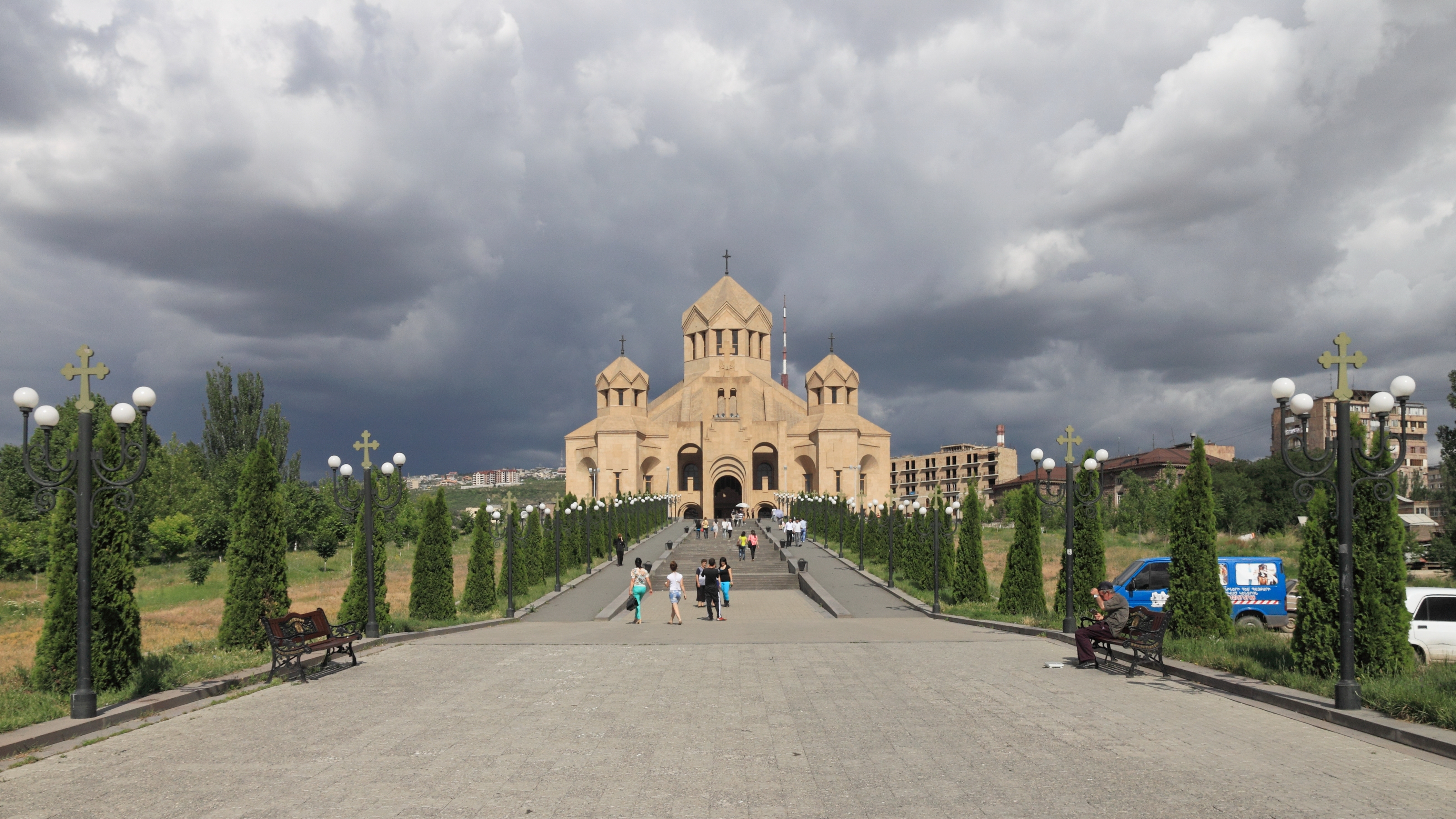
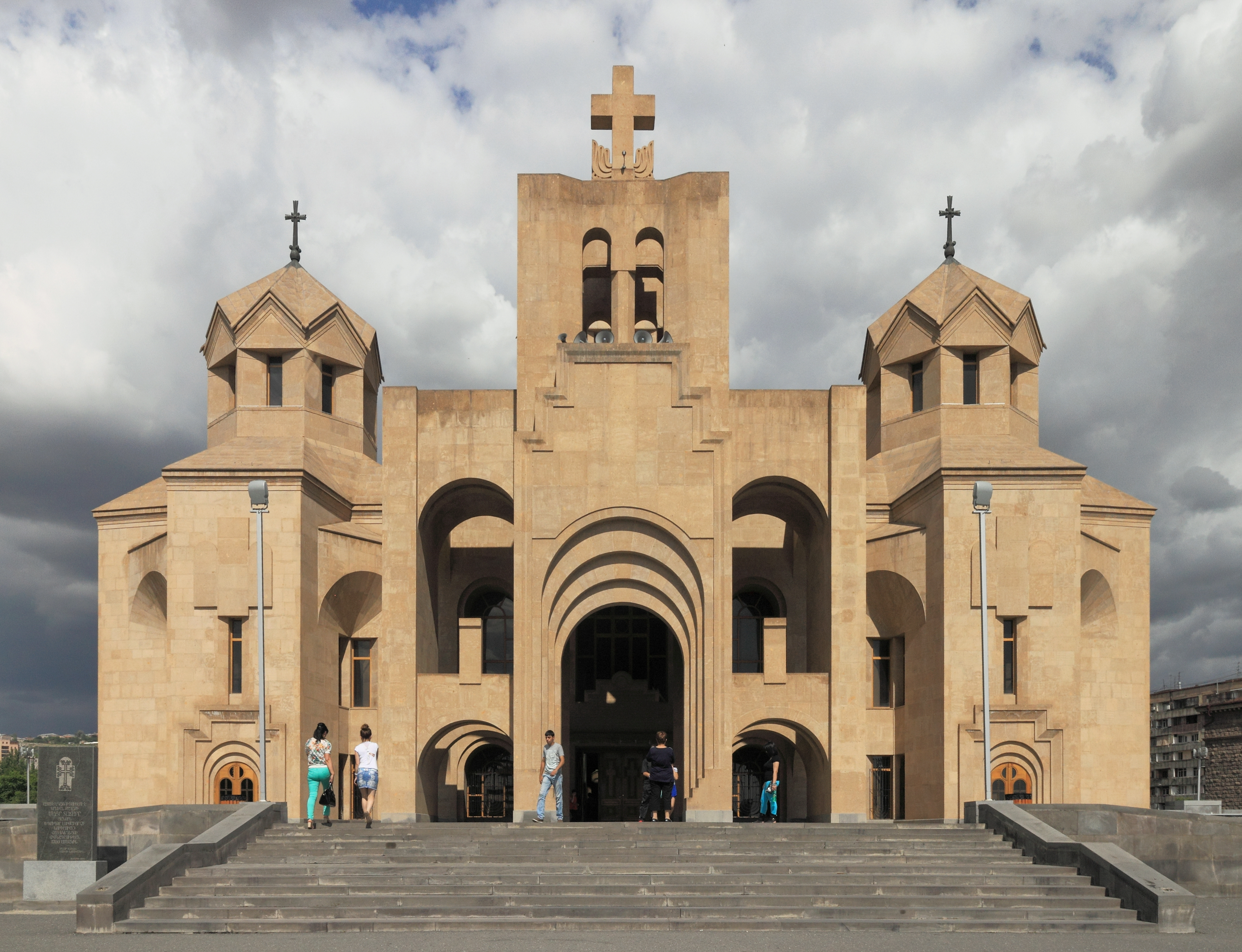
La cathédrale est construite en pierre de tuffeau orangée d'Ani.
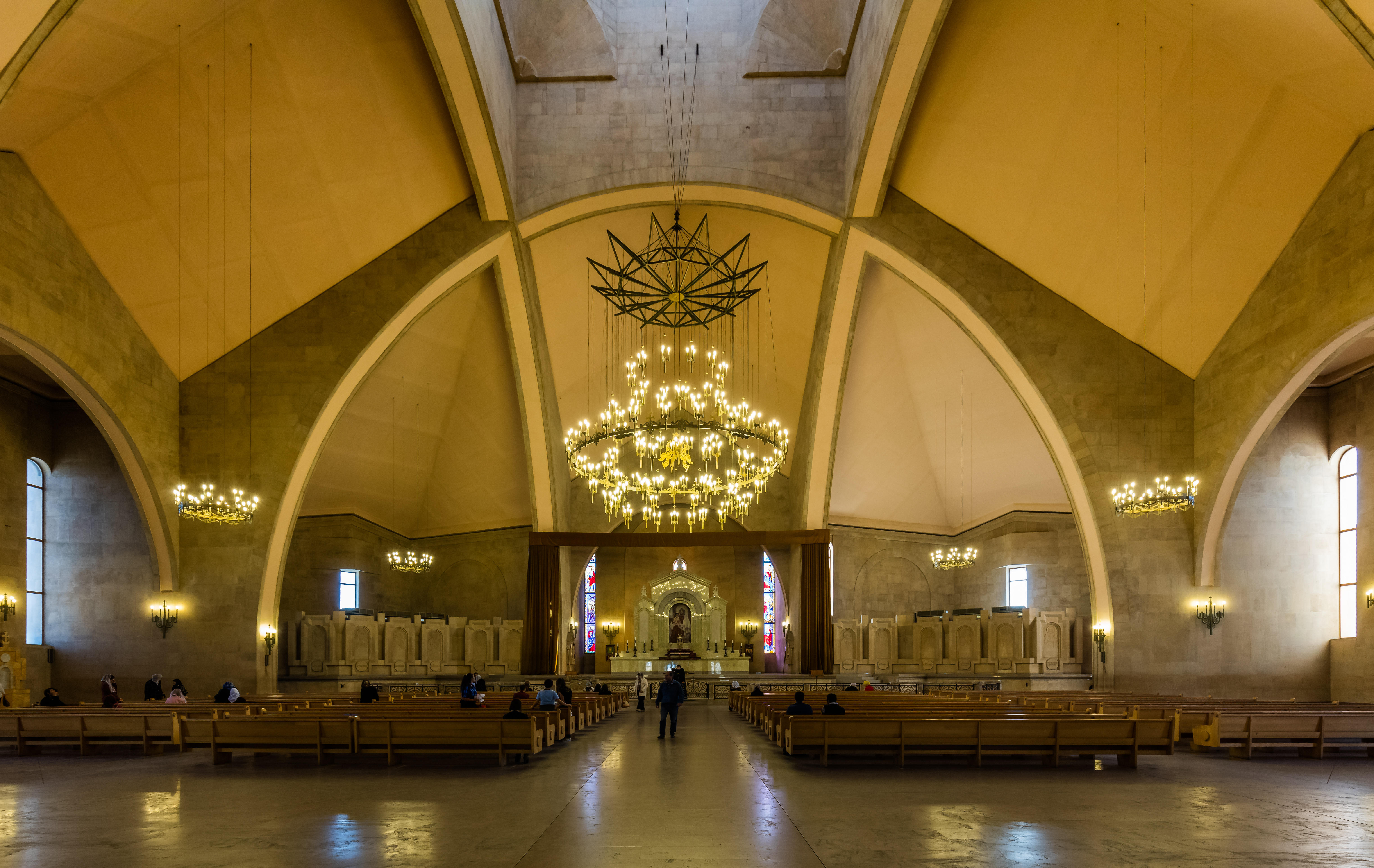
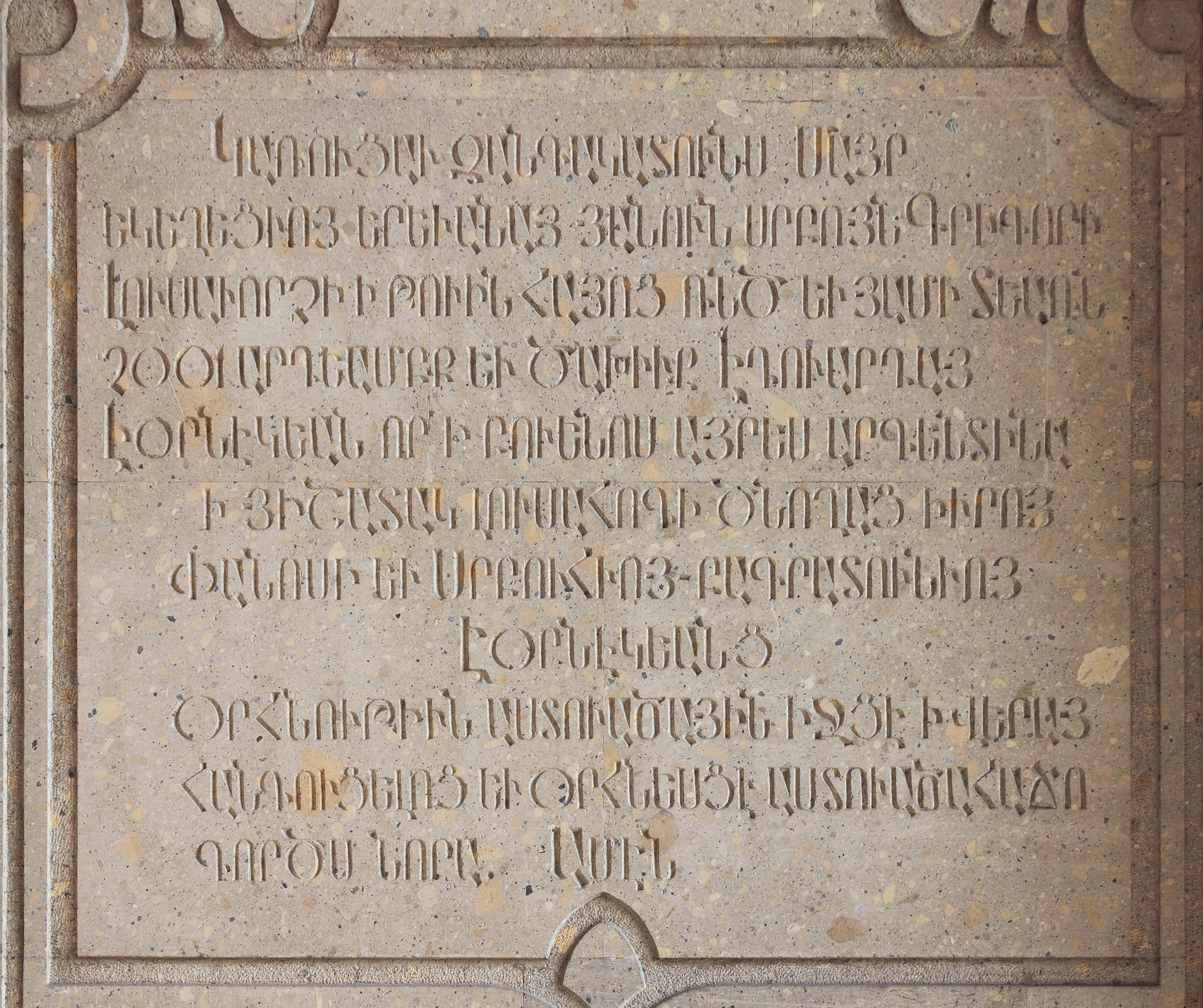
The stone slab with an inscription in Armenian language.
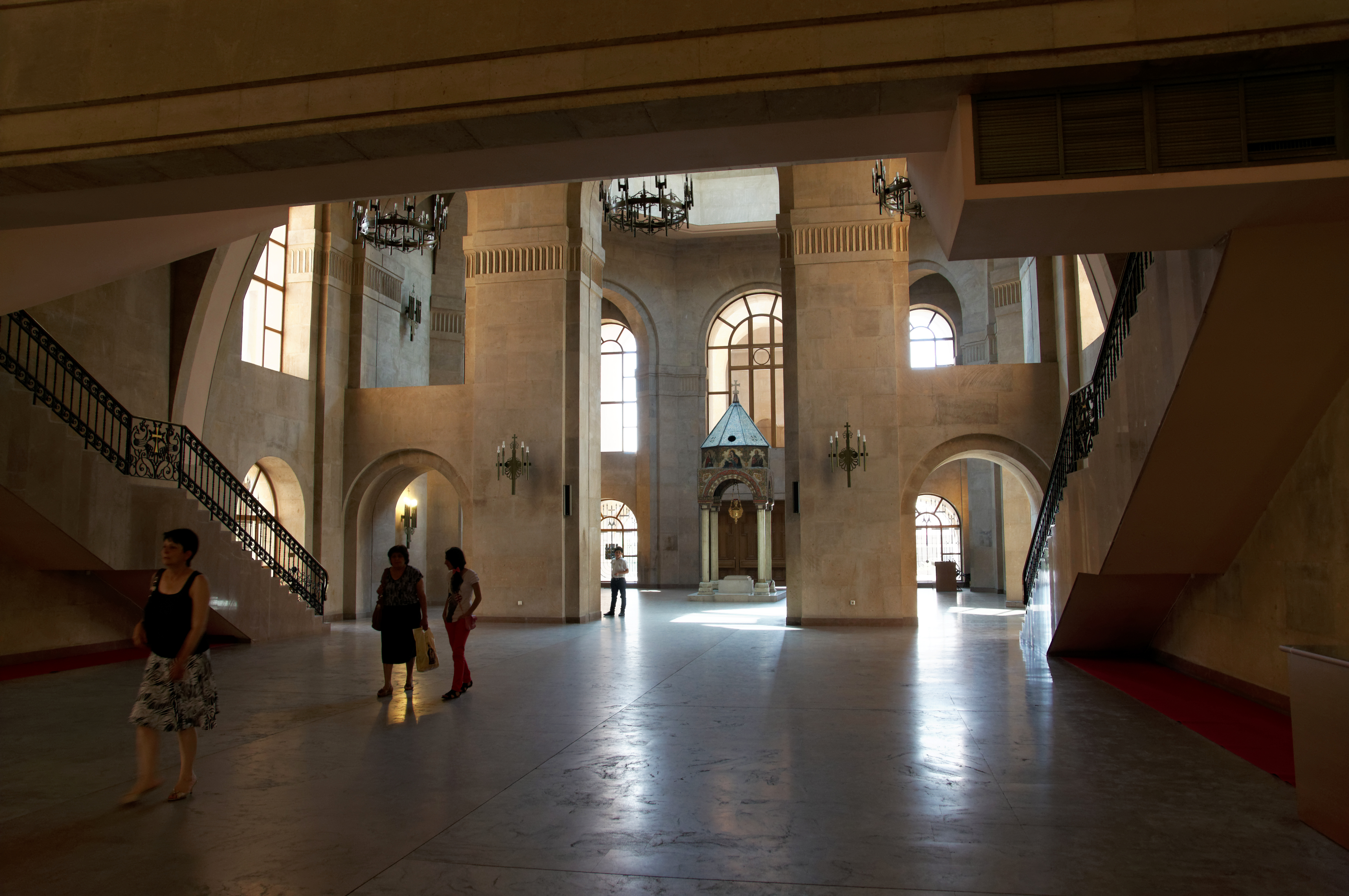
Saint Gregory the Illuminator Cathedral.
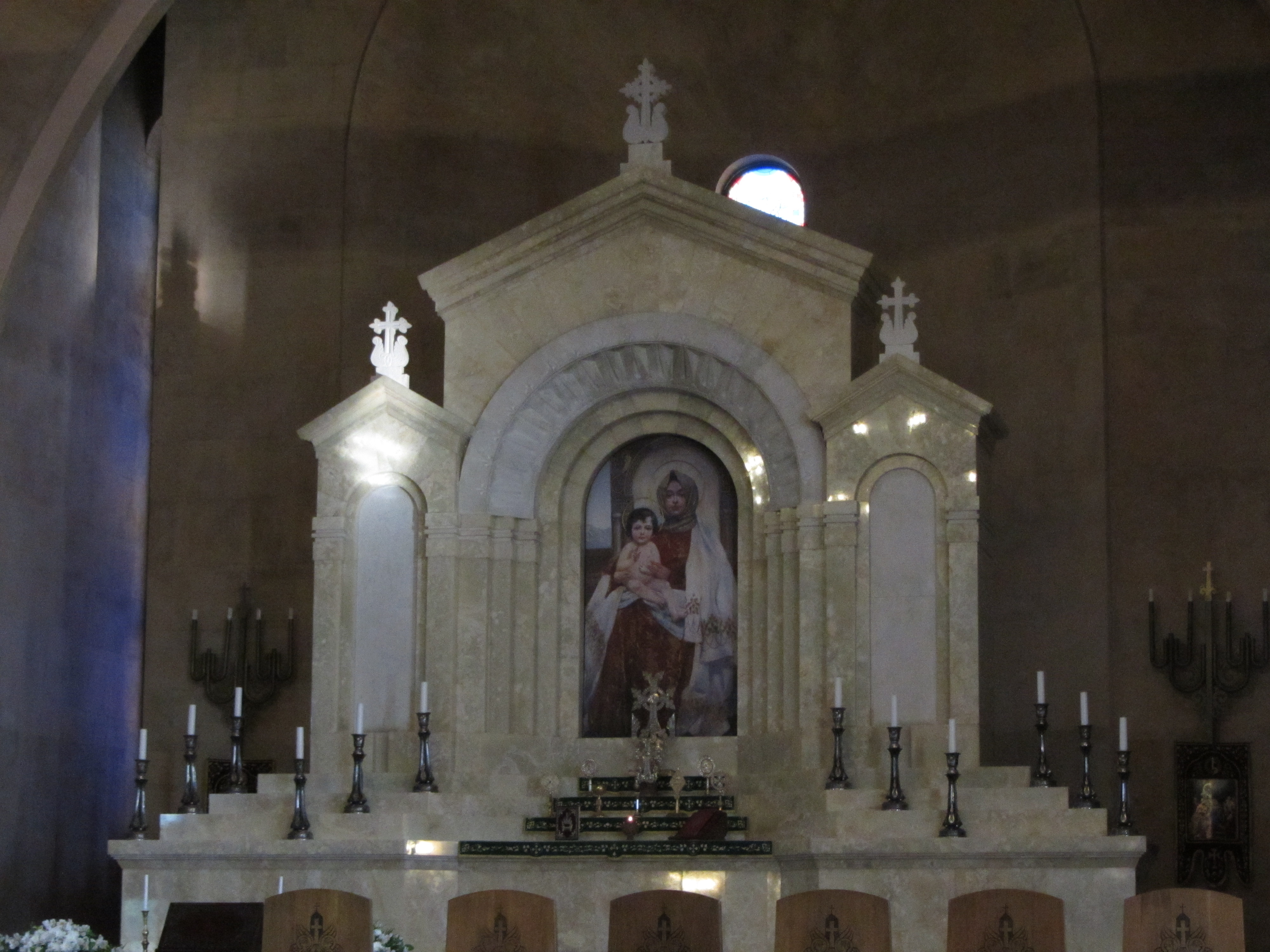
Saint Gregory the Illuminator Cathedral, Altar.
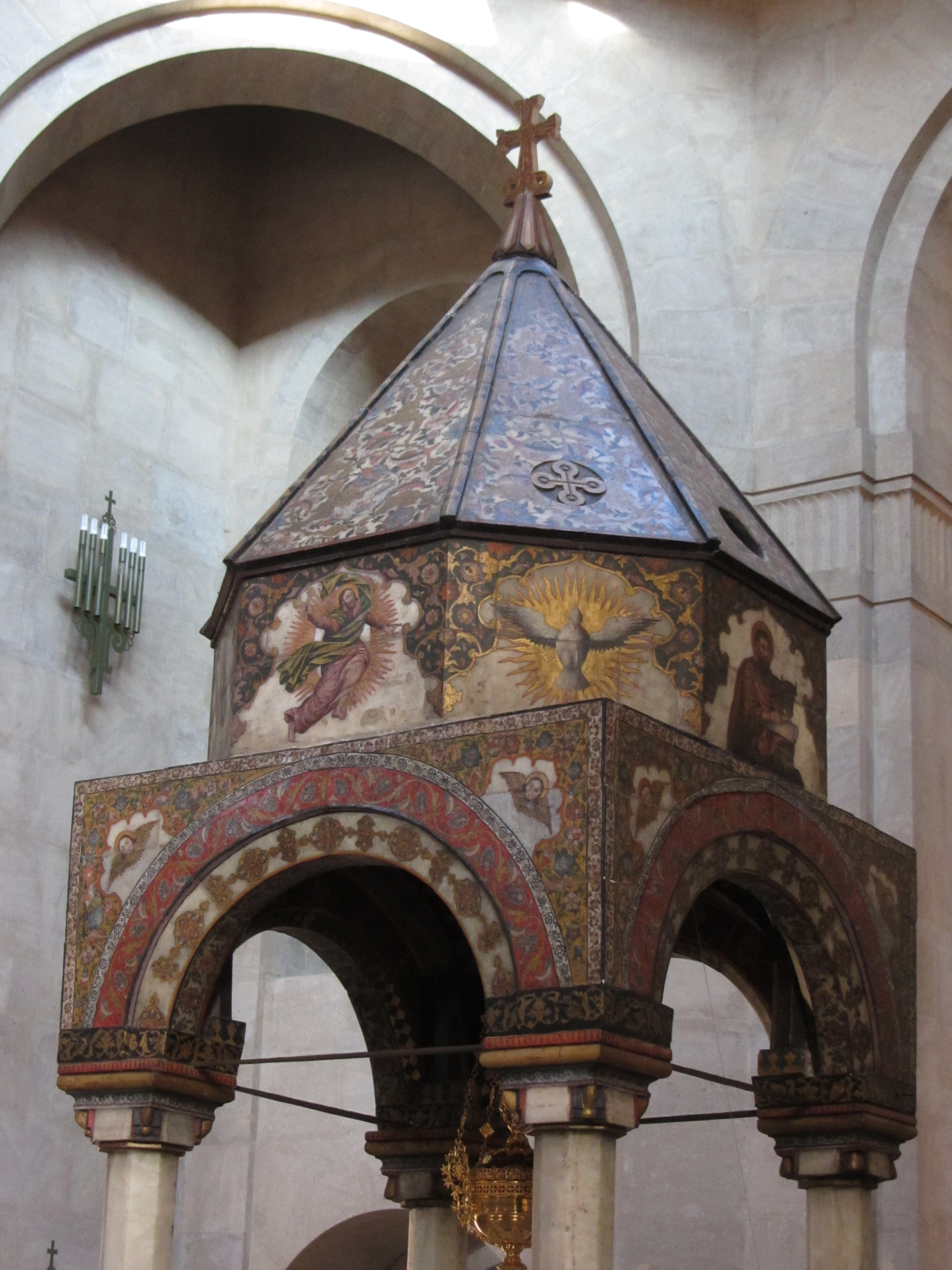
Cathédrale Saint-Grégoire.
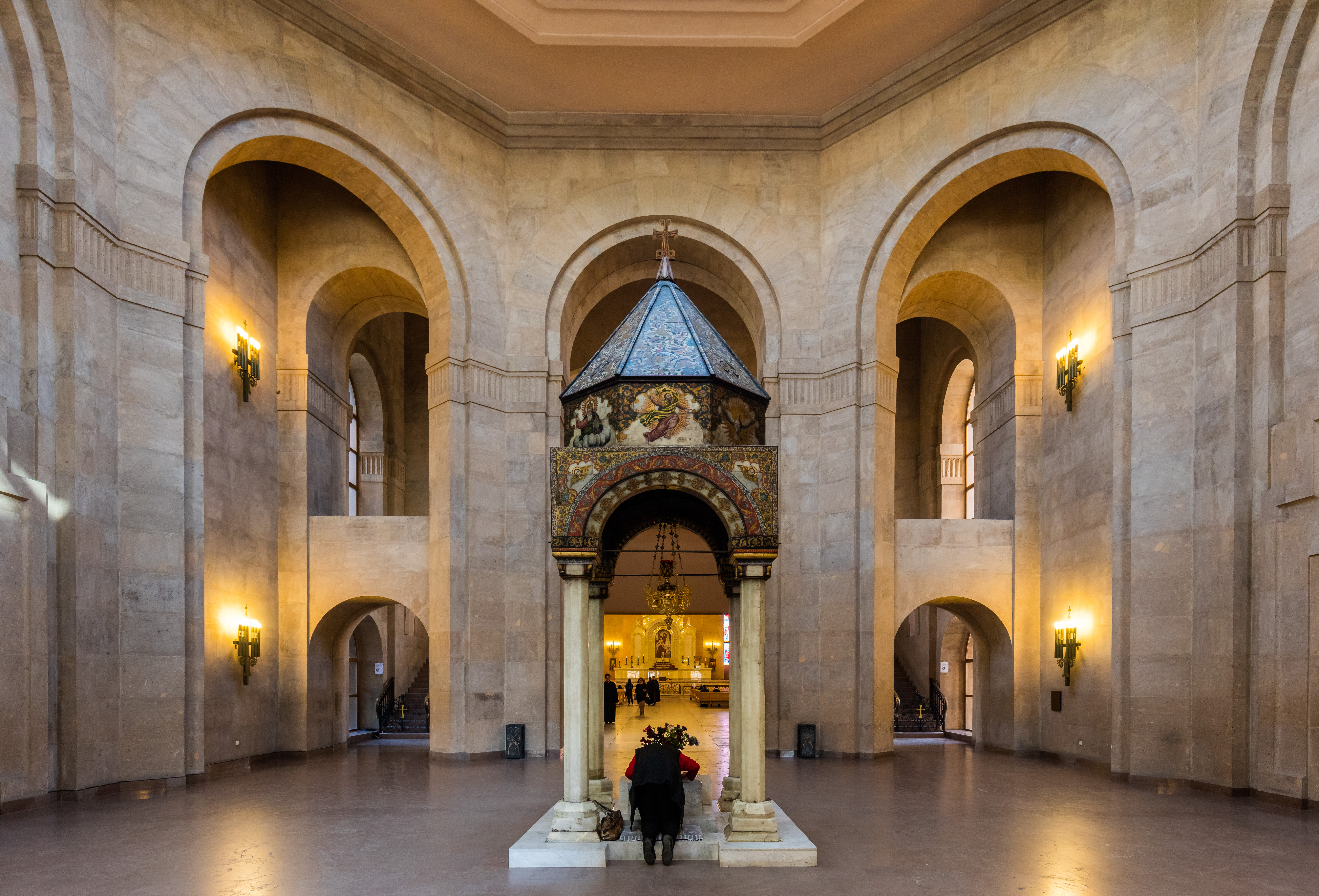
Vue de la cathédrale.
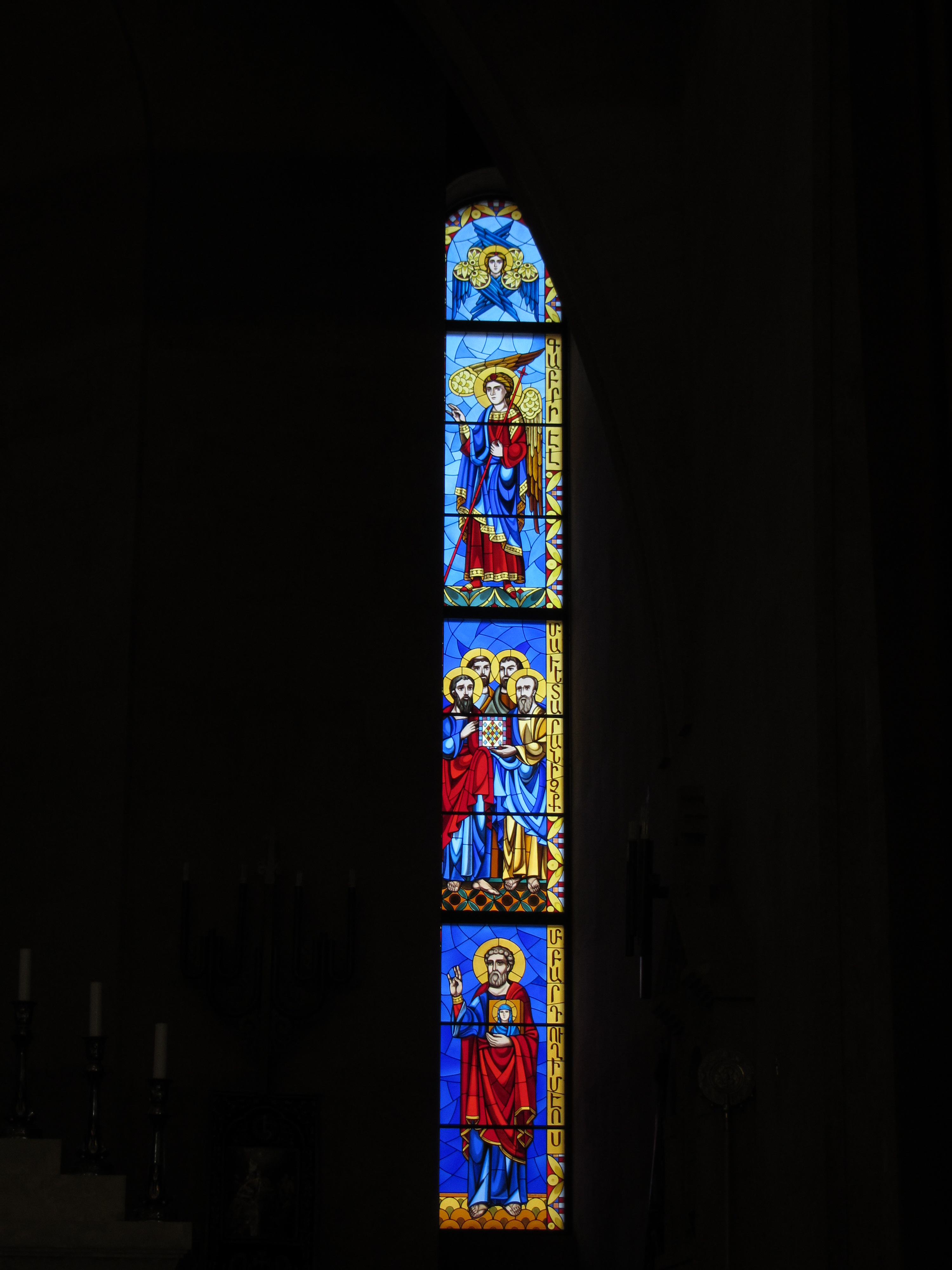
Vitrail de la cathédrale.
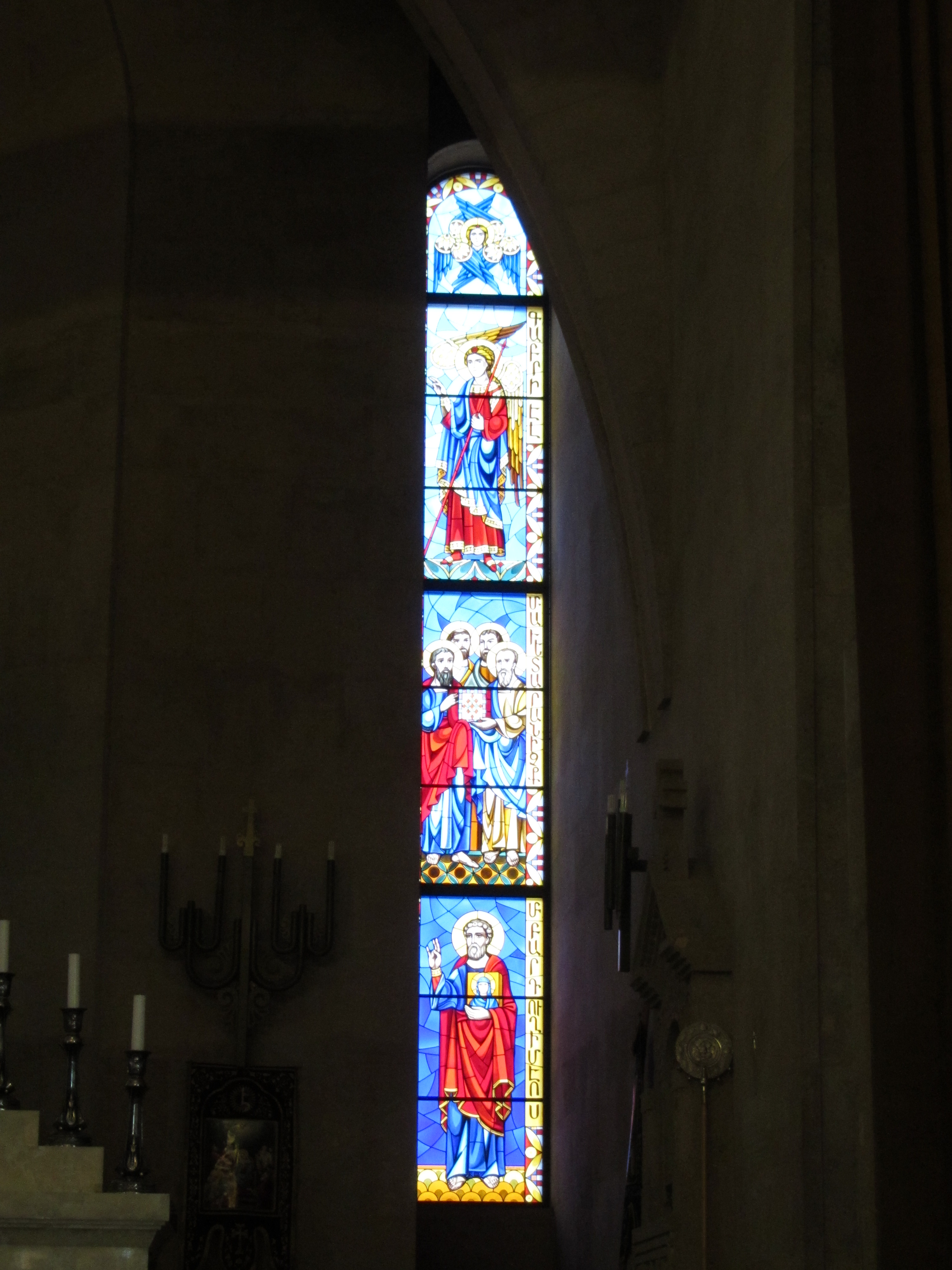
Saint Gregory the Illuminator Cathedral, stained-glass window.
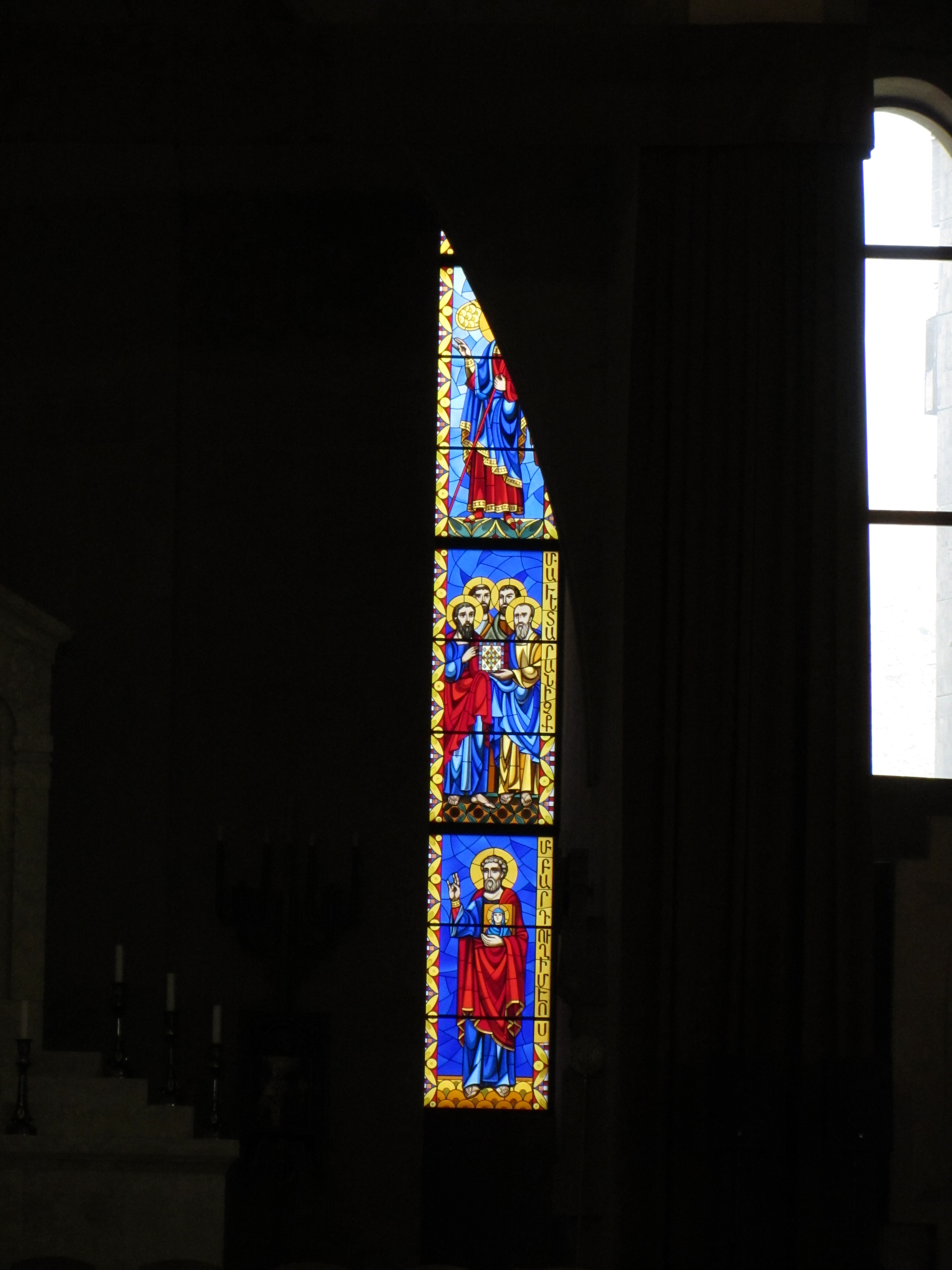
Saint Gregory the Illuminator Cathedral, stained-glass window.
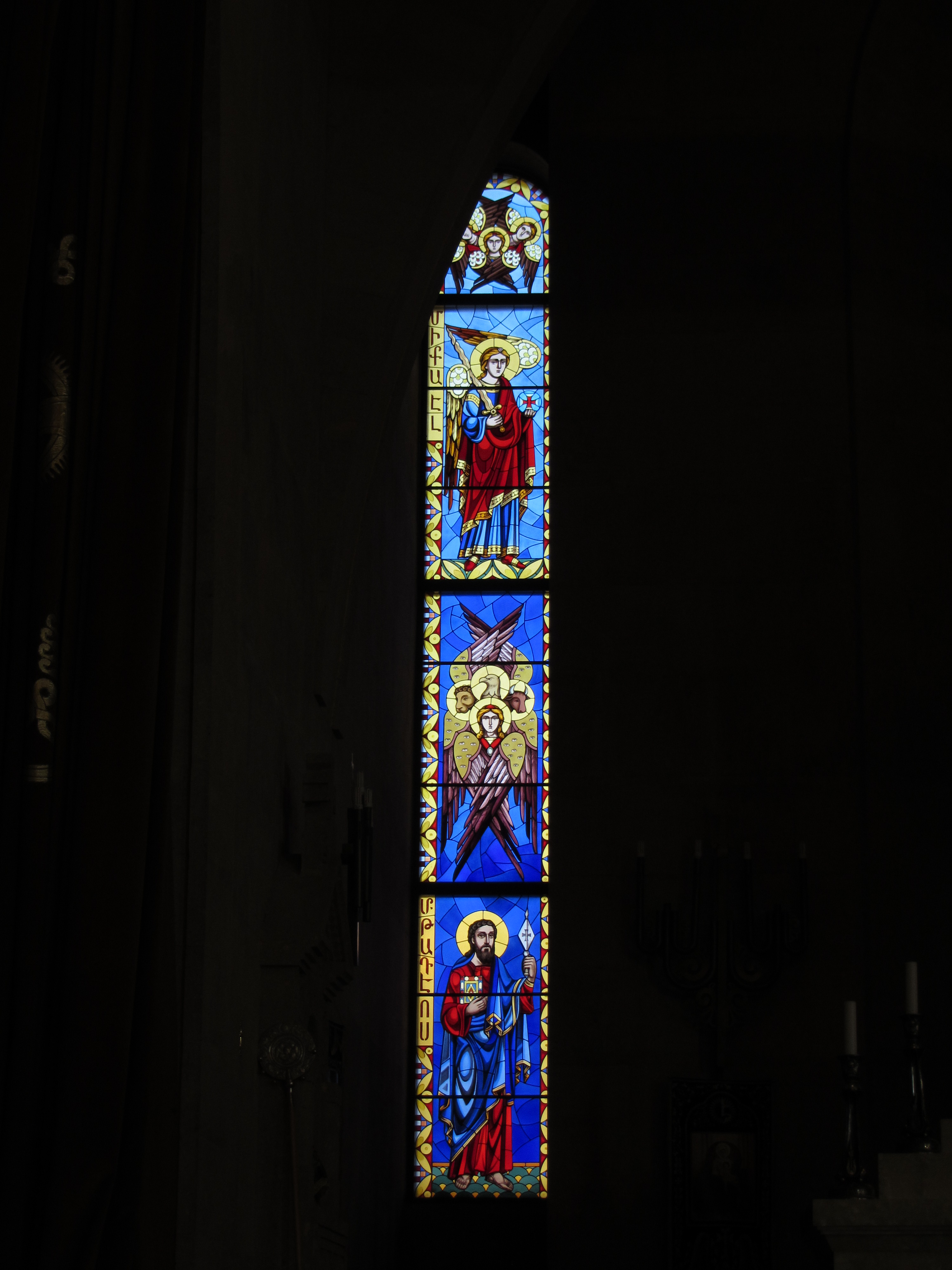
Saint Gregory the Illuminator Cathedral, stained-glass window.